# Annika Blennerhed
Annika Iréne Blennerhed, född 17 november 1962 i Göteborg, är en svensk kompositör, sångerska och lärare. Hon är mor till Albin Lee Meldau.
Blennerhed, som är uppvuxen utanför Kungsbacka, har bland annat spelat med musiker som Fläskkvartetten och Ebba Grön. I slutet av 1980-talet drog hon sig tillbaka från sin offentliga musikaliska karriär för att bli lärare i svenska och musik. Dock släppte hon Reconnect 1996 och Song of my Own 7 augusti 2008 med spelningar runtom i landet.  2018 startade hon Annikairene musik AB för att återuppta musikproduktionen. Den 9 maj 2020 framträdde hon i en live-stream konsert, med artistnamnet Annika Irene, på Spinroad Vinyl Factory i Lindome och gjorde därmed världspremiär för senaste albumet "Chaos is my regularity".  
Under 1980-talet släppte hon en skiva med tonsättningar av Dorothy Parker-dikter, som blev mycket uppmärksammad.

## Diskografi
Album
- 1985 – Light of Love[4][5]
- 1987 – Kvartett
- 1996 – Reconnect
- 2008 – Song of my Own
- 2020 – Chaos is my regularity  (EP)[6]

Singlar
- 1986 – "En valsmelodi" / "Kavaljererna" (med The Light Of Love)
- 1986 – "London Calling" / "People Are Strange" (med The Light Of Love)
- 1996 – "We Look Away" / "Sunshine"